# 岡田賢二
岡田 賢二（おかだ けんじ、1951年3月23日 - ）は、日本の実業家。伊藤忠商事代表取締役を経て、伊藤忠エネクス代表取締役社長、コスモスイニシア取締役。

## 人物・経歴
東京都出身。1974年千葉大学工学部卒業、伊藤忠商事入社。2000年伊藤忠商事建設部長兼建設部PFI事業推進室長。2004年伊藤忠商事建設・不動産部門長。2005年伊藤忠商事執行役員建設・不動産部門長。2007年伊藤忠商事執行役員金融・不動産・保険・物流カンパニー エグゼクティブ バイスプレジデント兼建設・不動産部門長。2008年伊藤忠商事代表取締役常務執行役員金融・不動産・保険・物流カンパニー プレジデント。2014年コスモスイニシア取締役。2017年には大阪ガスと液化石油ガス卸売・小売事業を統合し、エネアークを設立した。